# La Roche-Guyon
La Roche-Guyon is een gemeente in het Franse departement Val-d'Oise (regio Île-de-France) en telt 550 inwoners (1999). De plaats maakt deel uit van het arrondissement Pontoise. La Roche-Guyon is lid van Les Plus Beaux Villages de France.

## Geografie
De oppervlakte van La Roche-Guyon bedraagt 4,6 km², de bevolkingsdichtheid is 119,6 inwoners per km².
De onderstaande kaart toont de ligging van La Roche-Guyon met de belangrijkste infrastructuur en aangrenzende gemeenten.

## Demografie
Onderstaande figuur toont het verloop van het inwonertal (bron: INSEE-tellingen).

## Trivia
De gemeente speelt een rol in het Blake en Mortimer stripverhaal 'de Valstrik' van Edgar P. Jacobs. Van hieruit reist Mortimer in de tijd met de "chronoscaaf" van Miloch.